# Калтаково
Калтаково (тат. Калтак) — село в составе Атряклинского сельского поселения Мензелинского района Республики Татарстан.

## История
По данным справочника «Населенные пункты Республики Татарстан» село известно с 1719 года. Г. А. Санаев в своей работе «Восточные марийцы» (Йошкар-Ола, 1975) сообщает, что деревня существовала ещё в 1701 году и из 32 имеющихся в то время хозяйств 23 обосновались в этой местности в 1630—1635 годы. По народным преданиям, первыми поселенцами стали язычники, бежавшие с Поволжья от насильной христианизации.
С 1963 года деревня подчиняется Мензелинскому району и входит в состав Атряклинского сельского поселения.

## Калтаковские мари
В Калтакове проживает 345 представителей марийской национальности. Практически все жители с детства владеют тремя языками: марийский, татарский, русский. Калтаковские мари сумели сохранить свою культуру, язык. До сих пор местные жители придерживаются языческих традиций, соблюдая древние обычаи и обряды.

## Экономика
Полеводство, молочное животноводство.

## Социальная сфера
Средняя школа, клуб, библиотека, детский сад, фельдшерско-акушерский пункт. В Калтаковской средней школе обучается 80 человек. Обучение в начальных классах ведется на марийском языке, с 5 класса — на русском.